# Автозчеплення СА-3

Зпрощена схема дії автозчеплення СА-3.

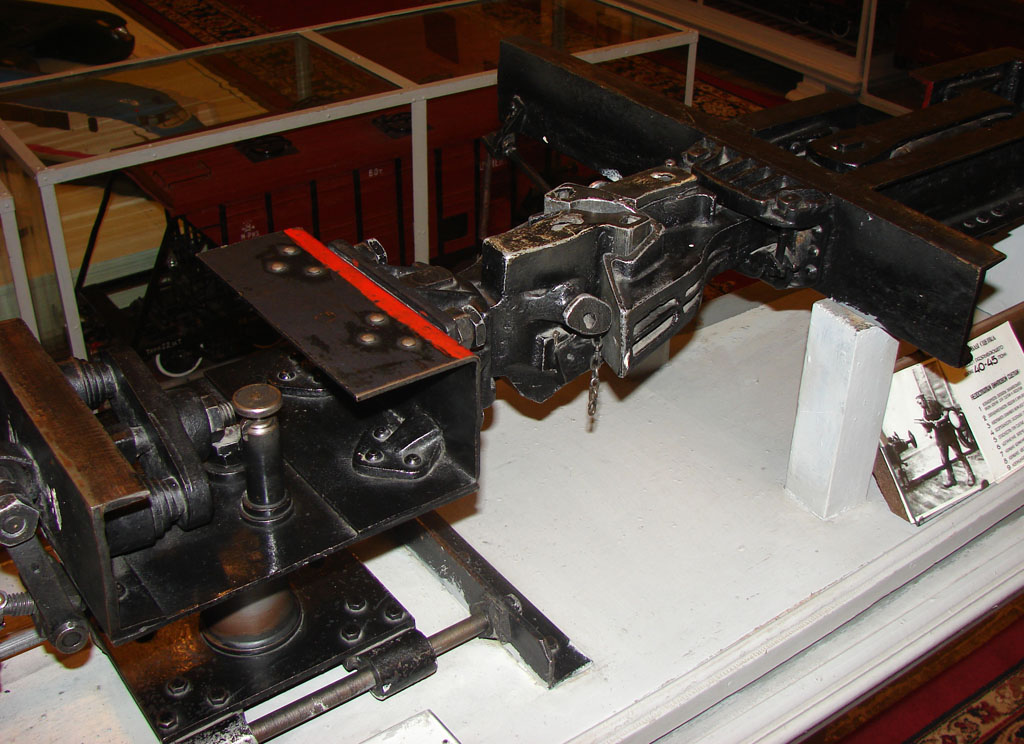
Модель автозчеплення СА-3 в музеї залізничного транспорту

Автозчеплення СА-3(рос. Автосцепка СА-3) — автоматичний зчепний механізм, який застосовується на залізничному транспорті Росії, країн СНД, Балтійських країн, Фінляндії, і Монголії (на всіх залізницях з шириною колії 1520 мм), а також на колії 1435 мм в Швеції і Норвегії, на рудовозній Мальмбанській залізниці (від шведського міста Лулео до норвезького порту порту Нарвік) для зчеплення між собою одиниць рухомого складу  з мінімальним застосуванням людських зусиль. Абревіатура назви означає «Советская автосцепка, 3-й варіант».
Вперше питання про застосування автозчеплення на залізницях постало в 1898 році, на ХХ дорадчому з"їзді представників залізниць. Як один із варіантів розглядалася і американське автозчеплення системи Джаннея. Однак, через його ненадійність і відсутність відповідної російської конструкції, було прийнято рішення відкласти застосування автозчеплення на невизначений термін.
Автозчеплення СА-3 розроблене на основі американського зчеплення 1916 року системи Віллісона (Willison) в 1932 році колективом спеціалістів Московського ВРЗ в складі А. Ф. Пухова, І. Н. Новикова, В. А. Шашкова і В. Г. Голованова під керівництвом В. Ф. Єгорченка.
Перехід залізниць СРСР на автозчеплення розпочався в 1935 році, і був повністю завершений в 1957 році. Під час переходу з гвинтового зчеплення на автозчеплення застосовувалися спеціальні перехідники, які дозволяли зчіплювати між собою вагони, оснащені старим та новим на той час зчепленням. 
На відміну від гвинтового зчеплення, що застосовувалася раніше при застосуванні автозчеплення СА-3 робота складальника рухомого складу зводилась до з'єднання гальмівних рукавів і електричних кабелів. Розривне статичне зусилля — 200 т.